# Mount Isa Airport
Mount Isa Airport är en flygplats i Australien. Den ligger i kommunen Mount Isa och delstaten Queensland, omkring 1 600 kilometer nordväst om delstatshuvudstaden Brisbane.
Närmaste större samhälle är Mount Isa, nära Mount Isa Airport.
Runt Mount Isa Airport är det i huvudsak tätbebyggt. Trakten runt Mount Isa Airport är nära nog obefolkad, med mindre än två invånare per kvadratkilometer. Genomsnittlig årsnederbörd är 411 millimeter. Den regnigaste månaden är februari, med i genomsnitt 120 mm nederbörd, och den torraste är augusti, med 1 mm nederbörd.